# Champions olympiques est-allemands
Liste des sportifs est-allemands (par sport et par chronologie) médaillés d'or lors des Jeux olympiques d'été et d'hiver, à titre individuel ou par équipe, de 1968 à 1988.

## Jeux olympiques d'été

### Athlétisme
| Nom                                                              | Discipline(s)         | Année(s) |
| Christoph Höhne                                                  | 50 km marche (H)      | 1968     |
| Margitta Gummel                                                  | Lancer du poids (F)   | 1968     |
| Peter Frenkel                                                    | 20 km marche (H)      | 1972     |
| Wolfgang Nordwig                                                 | Saut à la perche (H)  | 1972     |
| Renate Stecher                                                   | 100 m (F)             | 1972     |
| Renate Stecher                                                   | 200 m (F)             | 1972     |
| Monika Zehrt                                                     | 400 m (F)             | 1972     |
| Annelie Ehrhardt                                                 | 100 m haies (F)       | 1972     |
| Dagmar Käsling, Rita Kühne, Helga Seidler, Monika Zehrt          | Relais 4 × 400 m (F)  | 1972     |
| Ruth Fuchs                                                       | Lancer du javelot (F) | 1972     |
| Waldemar Cierpinski                                              | Marathon (H)          | 1976     |
| Udo Beyer                                                        | Lancer du poids (H)   | 1976     |
| Bärbel Eckert                                                    | 200 m (F)             | 1976     |
| Johanna Schaller                                                 | 100 n haies (F)       | 1976     |
| Marlies Oelsner, Renate Stecher, Carla Bodendorf, Bärbel Eckert  | Relais 4 × 100 m (F)  | 1976     |
| Doris Maletzki, Brigitte Rohde, Ellen Streidt, Christina Brehmer | Relais 4 × 400 m (F)  | 1976     |
| Angela Voigt                                                     | Saut en longueur (F)  | 1976     |
| Rosemarie Ackermann                                              | Saut en hauteur (F)   | 1976     |
| Evelin Schlaak                                                   | Lancer du disque (F)  | 1976     |
| Ruth Fuchs                                                       | Lancer du javelot (F) | 1976     |
| Sigrun Siegl                                                     | Pentathlon (F)        | 1976     |
| Waldemar Cierpinski                                              | Marathon (H)          | 1980     |
| Thomas Munkelt                                                   | 110 m haies (H)       | 1980     |
| Volker Beck                                                      | 400 m haies (H)       | 1980     |
| Hartwig Gauder                                                   | 50 km marche (H)      | 1980     |
| Lutz Dombrowski                                                  | Saut en longueur (H)  | 1980     |
| Gerd Wessig                                                      | Saut en hauteur (H)   | 1980     |
| Bärbel Wöckel                                                    | 200 m (F)             | 1980     |
| Marita Koch                                                      | 400 m (F)             | 1980     |
| Romy Müller, Bärbel Wöckel, Ingrid Auerswald, Marlies Göhr       | Relais 4 x 109 m (F)  | 1980     |
| Ilona Slupianek                                                  | Lancer du poids (F)   | 1980     |
| Evelin Jahl                                                      | Lancer du disque (F)  | 1980     |
| Ulf Timmermann                                                   | Lancer du poids (H)   | 1988     |
| Jürgen Schult                                                    | Lancer du disque (H)  | 1988     |
| Christian Schenk                                                 | Décathlon (H)         | 1988     |
| Sigrun Wodars                                                    | 800 m (F)             | 1988     |
| Martina Hellmann                                                 | Lancer du disque (F)  | 1988     |
| Petra Felke                                                      | Lancer du javelot (F) | 1988     |

### Aviron
| Nom | Discipline(s)            | Année(s) |
| Jörg Lucke, Heinz-Jörg Bothe | Deux sans barreur (H)    | 1968     |
| Frank Forberger, Frank Rühle, Dieter Grahn, Dieter Schubert | Quatre sans barreur (H)  | 1968     |
| Siegfried Brietzke, Wolfgang Mager | Deux sans barreur (H)    | 1972     |
| Wolfgang Gunkel, Jörg Lucke, Klaus-Dieter Neubert | Deux avec barreur (H)    | 1972     |
| Frank Forberger, Frank Rühle, Dieter Grahn, Dieter Schubert | Quatre sans barreur (H)  | 1972     |
| Wolfgang Güldenpfennig, Rüdiger Reiche, Karl-Heinz Bußert, Michael Wolfgramm                                                                                   | Quatre de couple (H)     | 1976     |
| Jörg Landvoigt, Bernd Landvoigt | Deux sans barreur (H)    | 1976     |
| Harald Jahrling, Friedrich Ulrich, Georg Spohr | Deux avec barreur (H)    | 1976     |
| Siegfried Brietzke, Andreas Decker, Stefan Semmler, Wolfgang Mager                                                                                             | Quatre sans barreur (H)  | 1976     |
| Bernd Baumgart, Gottfried Dohn, Werner Klatt, Hans Joachim Luck, Dieter Wendisch, Roland Kostulski, Ulrich Karnatz, Karl Heins Prudohl, Karl Heinz Danielovski | Huit (H)                 | 1976     |
| Christine Scheiblich | Skiff (F)                | 1976     |
| Anke Borchmann, Jutta Lau, Viola Poley, Roswietha Zobelt, Liane Weigelt                                                                                        | Quatre de couple (F)     | 1976     |
| Karin Metze, Bianka Schwede, Gabriele Lohs, Andrea Kurth, Sabine Heß                                                                                           | Quatre avec barreuse (F) | 1976     |
| Viola Goretzki, Christiane Knetsch, Ilona Richter, Brigitte Ahrenholz, Monika Kallies, Henrietta Ebert, Helma Lehmann, Irina Müller, Marina Wilke              | Huit (F)                 | 1976     |
| Joachim Dreifke, Klaus Kroppelien | Deux de couple (H)       | 1980     |
| Frank Dundr, Carsten Bunk, Uwe Heppner, Martin Winter | Quatre de couple (H)     | 1980     |
| Bernd Landvoigt, Jörg Landvoigt | Deux sans barreur (H)    | 1980     |
| Jurgen Thiele, Andreas Decker, Stefan Semmler, Siegfried Brietzke                                                                                              | Quatre sans barreur (H)  | 1980     |
| Harald Jahrling, Friedrich-Wilhelm Ulrich, Georg Spohr | Deux avec barreur (H)    | 1980     |
| Dieter Wendisch, Ullrich Diessner, Walter Diessner, Gottfried Dohn, Andreas Gregor                                                                             | Quatre avec barreur (H)  | 1980     |
| Bernd Krauss, Hans-Peter Koppe, Ulrich Kons, Jorg Friedrich, Jens Doberschütz, Ulrich Karnatz, Uwe Duhring, Berno Hoing, Klaus-Dieter Ludwig                   | Huit (H)                 | 1980     |
| Sybille Reinhardt, Jutta Ploch, Jutta Lau, Roswietha Zobelt, Liane Buhr                                                                                        | Quatre de couple (F)     | 1980     |
| Ute Steindorf, Cornelia Klier | Deux sans barreur (F)    | 1980     |
| Ramona Kapheim, Silvia Frohlich, Angelika Noack, Romy Saalfeld, Kirsten Wenzel                                                                                 | Quatre avec barreur (F)  | 1980     |
| Martina Boesler, Kersten Neisser, Christiane Köpke, Birgit Schütz, Gabriele Kühn, Ilona Richter, Marita Sandig, Karin Metze, Marina Wilke                      | Huit (F)                 | 1980     |
| Thomas Lange | Skiff (H)                | 1988     |
| Roland Schröder, Ralf Brudel, Olaf Förster, Thomas Greiner | Quatre sans barreur (H)  | 1988     |
| Bernd Niesecke, Hendrik Reiher, Karsten Schmelling, Bernd Eichwurzel, Frank Klawonn                                                                            | Quatre avec barreur (H)  | 1988     |
| Jutta Behrendt | Skiff (F)                | 1988     |
| Birgit Peter, Martina Schroeter | Deux de couple (F)       | 1988     |
| Kerstin Förster, Kristina Mundt, Beate Schramm, Jana Sorgers                                                                                                   | Quatre de couple (F)     | 1988     |
| Martina Walther, Gerlinde Doberschütz, Carola Hornig, Birte Siech, Sylvia Rose                                                                                 | Quatre avec barreuse (F) | 1988     |
| Annegret Strauch, Judith Zeidler, Kathrin Haacker, Ute Wild, Anja Kluge, Beatrix Schröer, Ramona Balthasar, Ute Stange, Daniela Neunast                        | Huit (F)                 | 1988     |

### Boxe
| Nom             | Discipline(s)                 | Année(s) |
| Manfred Wolke   | Poids welter - Moins de 67 kg | 1968     |
| Jochen Bachfeld | Poids welter - Moins de 67 kg | 1976     |
| Rudi Fink       | Poids plume - Moins de 57 kg  | 1980     |
| Andreas Zuelow  | Poids léger - Moins de 60 kg  | 1988     |
| Henry Maske     | Poids moyen - Moins de 75 kg  | 1988     |

### Canoë-Kayak
| Nom                                                           | Discipline(s)     | Année(s) |
| Reinhard Eiben                                                | Slalom C-1 (H)    | 1972     |
| Walter Hofmann, Rolf-Dieter Amend                             | Slalom C-2 (H)    | 1972     |
| Siegbert Horn                                                 | Slalom K-1 (H)    | 1972     |
| Angelika Bahmann                                              | Slalom K-1 (F)    | 1972     |
| Joachim Mattern, Bernd Olbricht                               | K-2 - 500 m (H)   | 1976     |
| Carola Zirzow                                                 | K-1 - 500 m (F)   | 1976     |
| Rüdiger Helm                                                  | K-1 - 1 000 m (H) | 1976     |
| Rüdiger Helm                                                  | K-1 - 1 000 m (H) | 1980     |
| Rüdiger Helm, Bernd Olbricht, Harald Marg, Bernd Duvigneau    | K-4 - 1 000 m (H) | 1980     |
| Birgit Fischer                                                | K-1 - 500 m (F)   | 1980     |
| Carsta Genäuss, Martina Bischof                               | K-2 - 500 m (F)   | 1980     |
| Olaf Heukrodt                                                 | C-1 - 500 m (H)   | 1988     |
| Birgit Schmidt, Anke Nothnagel                                | K-2 - 500 m (F)   | 1988     |
| Birgit Schmidt, Anke Nothnagel, Ramona Portwich, Heike Singer | K-4 - 500 m (F)   | 1988     |

### Cyclisme

#### Cyclisme sur piste
| Nom                 | Discipline(s)            | Année(s) |
| Klaus-Jürgen Grünke | Kilomètre (H)            | 1976     |
| Lothar Thoms        | Kilomètre (H)            | 1980     |
| Lutz Heßlich        | Vitesse individuelle (H) | 1980     |
| Lutz Heßlich        | Vitesse individuelle (H) | 1988     |

#### Cyclisme sur route
| Nom                                              | Discipline(s)         | Année(s) |
| Olaf Ludwig                                      | Course en ligne (H)   | 1988     |
| Jan Schur Uwe Ampler Mario Kummer Maik Landsmann | 100 km par équipe (H) | 1988     |

### Football
| Nom | Discipline(s)         | Année(s) |
| Hans-Ulrich Grapenthin, Wilfried Gröbner, Jürgen Croy, Gerd Weber, Hans-Jürgen Dörner, Konrad Weise, Lothar Kurbjuweit, Reinhard Lauck, Gerd Heidler, Reinhard Häfner, Hans-Jürgen Riediger, Bernd Bransch, Martin Hoffmann, Gerd Kische, Wolfram Löwe, Hartmut Schade, Dieter Riedel | Tournoi olympique (H) | 1976     |

### Gymnastique

#### Gymnastique artistique
| Nom             | Discipline(s)           | Année(s) |
| Klaus Köste     | Saut de cheval (H)      | 1972     |
| Karin Janz      | Saut de cheval (F)      | 1972     |
| Karin Janz      | Barres asymétriques (F) | 1972     |
| Roland Brückner | Sol (H)                 | 1980     |
| Maxi Gnauck     | Barres asymétriques (F) | 1980     |
| Holger Behrendt | Anneaux (H)             | 1988     |

### Haltérophilie
| Nom          | Discipline(s)                  | Année(s) |
| Joachim Kunz | Poids léger - Moins de 67,5 kg | 1988     |

### Handball
| Nom | Discipline(s)         | Année(s) |
| Hans-Georg Beyer, Lothar Doering, Günter Dreibrodt, Ernst Gerlach, Klaus Gruner, Rainer Höft, Hans-Georg Jaunich, Hartmut Krüger, Peter Rost, Dietmar Schmidt, Wieland Schmidt, Siegfried Voigt, Frank-Michael Wahl, Ingolf Wiegert | Tournoi olympique (H) | 1980     |

### Judo
| Nom            | Discipline(s)     | Année(s) |
| Dietmar Lorenz | Toutes catégories | 1980     |

### Lutte
| Nom           | Discipline(s)                 | Année(s) |
| Rudolf Vesper | Poids welter - Moins de 78 kg | 1968     |
| Lothar Metz   | Poids moyen - Moins de 87 kg  | 1968     |

### Natation
| Nom                                                             | Discipline(s)                   | Année(s) |
| Roland Matthes                                                  | 100 m dos (H)                   | 1968     |
| Roland Matthes                                                  | 200 m dos (H)                   | 1968     |
| Roland Matthes                                                  | 100 m dos (H)                   | 1972     |
| Roland Matthes                                                  | 200 m dos (H)                   | 1972     |
| Kornelia Ender                                                  | 100 m nage libre (F)            | 1976     |
| Kornelia Ender                                                  | 200 m nage libre (F)            | 1976     |
| Kornelia Ender                                                  | 100 m papillon (F)              | 1976     |
| Petra Thümer                                                    | 400 m nage libre (F)            | 1976     |
| Petra Thümer                                                    | 800 m nage libre (F)            | 1976     |
| Andrea Pollack                                                  | 200 m papillon (F)              | 1976     |
| Ulrike Richter                                                  | 100 m dos (F)                   | 1976     |
| Ulrike Richter                                                  | 200 m dos (F)                   | 1976     |
| Hannelore Anke                                                  | 100 m brasse (F)                | 1976     |
| Ulrike Tauber                                                   | 400 m 4 nages (F)               | 1976     |
| Ulrike Richter, Hannelore Anke, Kornelia Ender, Andrea Pollack  | Relais 4 × 100 m 4 nages (F)    | 1976     |
| Jörg Woithe                                                     | 100 m nage libre (H)            | 1980     |
| Barbara Krause                                                  | 100 m nage libre (F)            | 1980     |
| Barbara Krause                                                  | 200 m nage libre (F)            | 1980     |
| Ines Diers                                                      | 400 m nage libre (F)            | 1980     |
| Caren Metschuck                                                 | 100 m papillon (F)              | 1980     |
| Ines Geissler                                                   | 200 m papillon (F)              | 1980     |
| Rica Reinisch                                                   | 100 m dos (F)                   | 1980     |
| Rica Reinisch                                                   | 200 m dos (F)                   | 1980     |
| Ute Geweniger                                                   | 100 m brasse (F)                | 1980     |
| Petra Schneider                                                 | 400 m 4 nages (F)               | 1980     |
| Barbara Krause, Caren Metschuck, Ines Diers, Sarina Hülsenbeck  | Relais 4 × 100 m nage libre (F) | 1980     |
| Rica Reinisch, Ute Geweniger, Andrea Pollack, Caren Metschuck   | Relais 4 × 100 m 4 nages (F)    | 1980     |
| Uwe Daßler                                                      | 400 m nage libre (H)            | 1988     |
| Kristin Otto                                                    | 50 m nage libre (F)             | 1988     |
| Kristin Otto                                                    | 100 m nage libre (F)            | 1988     |
| Kristin Otto                                                    | 100 m dos (F)                   | 1988     |
| Kristin Otto                                                    | 100 m papillon (F)              | 1988     |
| Heike Friedrich                                                 | 200 m nage libre (F)            | 1988     |
| Silke Hörner                                                    | 200 m brasse (F)                | 1988     |
| Kathleen Nord                                                   | 200 m papillon (F)              | 1988     |
| Daniela Hunger                                                  | 200 m 4 nages (F)               | 1988     |
| Kristin Otto, Katrin Meißner, Daniela Hunger, Manuela Stellmach | Relais 4 × 100 m nage libre (F) | 1988     |
| Kristin Otto, Silke Hörner, Birte Weigang, Katrin Meißner       | Relais 4 × 100 m 4 nages (F)    | 1988     |

### Plongeon
| Nom             | Discipline(s)            | Année(s) |
| Falk Hoffmann   | Plateforme 10 mètres (H) | 1980     |
| Martina Jäschke | Plateforme 10 mètres (F) | 1980     |

### Tir
| Nom           | Discipline(s)              | Année(s) |
| Norbert Klaar | Pistolet feu rapide à 25 m | 1976     |
| Uwe Potteck   | Pistolet à 50 m            | 1976     |
| Axel Wegner   | Skeet                      | 1988     |

### Voile
| Nom                                        | Discipline(s) | Année(s) |
| Jochen Schümann                            | Finn class    | 1976     |
| Jochen Schümann, Thomas Flach, Bernd Jäkel | Soling class  | 1968     |

## Jeux olympiques d'hiver

### Biathlon
| Noms                | Discipline(s)    | Année(s) |
| Frank Ullrich       | 10 km sprint (H) | 1980     |
| Frank-Peter Roetsch | 10 km sprint (H) | 1988     |
| Frank-Peter Roetsch | 20 km (H)        | 1988     |

### Bobsleigh
| Noms                                                                        | Discipline(s)    | Année(s) |
| Meinhard Nehmer, Bernhard Germeshausen                                      | Bob à deux (H)   | 1976     |
| Meinhard Nehmer, Jochen Babock, Bernhard Germeshausen, Bernhard Lehmann     | Bob à quatre (H) | 1976     |
| Meinhard Nehmer, Bogdan Musiol, Bernhard Germeshausen, Hans Jürgen Gerhardt | Bob à quatre (H) | 1980     |
| Wolfgang Hoppe, Dietmar Schauerhammer                                       | Bob à deux (H)   | 1984     |
| Wolfgang Hoppe, Roland Wetzig, Dietmar Schauerhammer, Andreas Kirchner      | Bob à quatre (H) | 1984     |

### Combiné nordique
| Noms           | Discipline(s)  | Année(s) |
| Ulrich Wehling | Individuel (H) | 1972     |
| Ulrich Wehling | Individuel (H) | 1976     |
| Ulrich Wehling | Individuel (H) | 1980     |

### Luge
| Noms                            | Discipline(s) | Année(s) |
| Klaus Bonsack, Thomas Köhler    | Double (H)    | 1968     |
| Wolfgang Scheidel               | Simple (H)    | 1972     |
| Anna-Maria Müller               | Simple (F)    | 1972     |
| Horst Hörnlein, Reinhard Bredow | Double (H)    | 1972     |
| Dettlef Günther                 | Simple (H)    | 1976     |
| Margit Schumann                 | Simple (F)    | 1976     |
| Hans Rinn, Norbert Hahn         | Double (H)    | 1976     |
| Bernhard Glass                  | Simple (H)    | 1980     |
| Hans Rinn, Norbert Hahn         | Double (H)    | 1980     |
| Steffi Walter                   | Simple (F)    | 1984     |
| Jens Müller                     | Simple (H)    | 1988     |
| Jörg Hoffmann, Jochen Pietzsch  | Double (H)    | 1988     |
| Steffi Walter                   | Simple (F)    | 1988     |

### Patinage artistique
| Noms          | Discipline(s) | Année(s) |
| Anett Pötzsch | Dames         | 1980     |
| Katarina Witt | Dames         | 1984     |
| Katarina Witt | Dames         | 1988     |

### Patinage de vitesse
| Noms                   | Discipline(s) | Année(s) |
| Monika Holzner-Gawenus | 1 000 m (F)   | 1972     |
| Karin Enke             | 500 m (F)     | 1980     |
| Karin Kania            | 1 000 m (F)   | 1980     |
| Karin Kania            | 1 500 m (F)   | 1984     |
| Andrea Ehrig           | 3 000 m (F)   | 1984     |
| Uwe-Jens Mey           | 500 m (H)     | 1988     |
| André Hoffmann         | 1 500 m (H)   | 1988     |
| Christa Luding         | 1 000 m (F)   | 1988     |

### Saut à ski
| Noms                  | Discipline(s)      | Année(s) |
| Hans-Georg Aschenbach | Petit tremplin (H) | 1976     |
| Jens Weißflog         | Petit tremplin (H) | 1984     |

### Ski de fond
| Noms                                                              | Discipline(s)       | Année(s) |
| Barbara Petzold                                                   | 10 km classique (F) | 1980     |
| Marlies Rostock, Carola Anding, Veronika Schmidt, Barbara Petzold | Relais 4 × 5 km (F) | 1980     |